# Praerotalipora
Praerotalipora es un género de foraminífero planctónico considerado como nomen nudum e invalidado, aunque también considerado un sinónimo posterior de Globotruncana de la subfamilia Globotruncaninae, de la familia Globotruncanidae, de la superfamilia Globotruncanoidea, del suborden Globigerinina y del orden Globigerinida. Su especie tipo era Globotruncana ticinensis. Su rango cronoestratigráfico abarcaba el Cretácico medio y superior.

## Descripción
Su descripción podría coincidir con la del género Pseudothalmanninella, ya que Praerotalipora parece ser un sinónimo objetivo.

## Discusión
Praerotalipora no fue correctamente definido, por lo que fue considerado como nomen nudum e invalidado. La especie tipo de Praerotalipora es habitualmente incluida en el género Pseudothalmanninella, el cual ha sido considerado a su vez un sinónimo subjetivo posterior de Rotalipora. Clasificaciones posteriores incluirían Praerotalipora en la superfamilia Globigerinoidea.

## Clasificación
Praerotalipora incluía a la siguiente especie:
- Praerotalipora ticinensis †